# Clubul Sportiv Mioveni
Il CS Mioveni (nome completo Clubul Sportiv Mioveni), anche noto anche come Dacia Mioveni, è stata una società calcistica rumena con sede nella città di Mioveni.

## Storia
La società è stata fondata il 15 agosto 2000 con il nome di AS Mioveni 2000. Ha assunto il nome di Dacia Mioveni attuale nel 2001 dopo la fusione con il Dacia Pitesti.
La prima stagione in Liga III è terminata al terzo posto. Nel 2003 è stata promossa in Liga II vincendo il girone con cinque punti di margine sulla seconda in classifica. Dopo qualche stagione terminata a centro classifica, al termine della stagione 2006-2007 arriva la promozione al massimo campionato. Viene retrocesso dopo un solo campionato, durante il quale raggiunge la semifinale di Coppa di Romania. Nell'estate del 2010 ha cambiato nome in CS Mioveni.

## Organico

### Rosa 2024-2025
Aggiornata al 10 novembre 2024
| N. |                    | Ruolo | Calciatore            |
| -- | ------------------ | ----- | --------------------- |
| 2  | Romania (bandiera) | D     | Alexandru Core        |
| 3  | Romania (bandiera) | D     | Laurențiu Corbu       |
| 4  | Brasile (bandiera) | D     | Rafael Garutti        |
| 5  | Romania (bandiera) | C     | Alexandru Răuță       |
| 6  | Romania (bandiera) | D     | Ionuț Nadolu          |
| 7  | Romania (bandiera) | C     | Remus Guțea           |
| 8  | Romania (bandiera) | C     | Ionuț Andrei Șerban   |
| 9  | Grecia (bandiera)  | A     | Theocharis Pozatzidis |
| 10 | Romania (bandiera) | C     | Valentin Coșereanu    |
| 11 | Romania (bandiera) | D     | Alin Șerban           |
| 14 | Romania (bandiera) | C     | Eduard Dănilă         |
| 15 | Romania (bandiera) | D     | Robert Bădescu        |
| 16 | Romania (bandiera) | D     | Leonard Alexandrescu  |
| 17 | Romania (bandiera) | D     | Andrei Răuță          |

| N. |                    | Ruolo | Calciatore          |
| -- | ------------------ | ----- | ------------------- |
| 18 | Romania (bandiera) | A     | Gabriel Zamura      |
| 19 | Romania (bandiera) | C     | Andrei Militaru     |
| 20 | Romania (bandiera) | A     | Ianis Vencu         |
| 21 | Romania (bandiera) | C     | Florentin Puiu      |
| 22 | Romania (bandiera) | P     | Flavius Croitoru    |
| 23 | Romania (bandiera) | C     | Andrei Panait       |
| 28 | Grecia (bandiera)  | C     | Georgios Neofytidis |
| 30 | Romania (bandiera) | D     | Sorin Bustea        |
| 68 | Romania (bandiera) | P     | Valentin Sima       |
| 80 | Romania (bandiera) | A     | Ovidiu Duțan        |
| 88 | Romania (bandiera) | A     | Beniamin Lazăr      |
| 90 | Romania (bandiera) | A     | Andrei Căprescu     |
|    | Romania (bandiera) | P     | Alexandru Bădescu   |
|    | Romania (bandiera) | D     | Teodor Peștișor     |

### Rosa 2022-2023
Aggiornata al 26 maggio 2023.
| N. |                               | Ruolo | Calciatore         |
| -- | ----------------------------- | ----- | ------------------ |
| 2  | Paesi Bassi (bandiera)        | D     | Shaquill Sno       |
| 3  | Romania (bandiera)            | D     | Andrei Căprescu    |
| 4  | Rep. Centrafricana (bandiera) | C     | Dylan Mboumbouni   |
| 5  | Romania (bandiera)            | C     | Mihai Lixandru     |
| 6  | Romania (bandiera)            | D     | Ionuț Burnea       |
| 7  | Romania (bandiera)            | C     | Daniel Toma        |
| 8  | Romania (bandiera)            | C     | Liviu Antal        |
| 9  | Albania (bandiera)            | A     | Blerim Krasniqi    |
| 10 | Romania (bandiera)            | C     | Valentin Coșereanu |
| 11 | Belgio (bandiera)             | C     | Amine Benchaib     |
| 12 | Romania (bandiera)            | P     | Alexandru Greab    |
| 13 | Romania (bandiera)            | P     | Laurentiu Bucur    |
| 14 | Estonia (bandiera)            | C     | Brent Lepistu      |
| 15 | Romania (bandiera)            | D     | Adrian Scarlatache |
| 16 | Romania (bandiera)            | C     | Ionuț Rădescu      |
| 17 | Romania (bandiera)            | C     | Remus Guțea        |

| N. |                    | Ruolo | Calciatore         |
| -- | ------------------ | ----- | ------------------ |
| 18 | Romania (bandiera) | D     | Teodor Pestisor    |
| 19 | Guinea (bandiera)  | A     | Amadou Diallo      |
| 20 | Romania (bandiera) | A     | Alexandru Buziuc   |
| 21 | Brasile (bandiera) | D     | Marquinhos Pedroso |
| 22 | Romania (bandiera) | P     | Flavius Croitoru   |
| 23 | Romania (bandiera) | C     | Andrei Panait      |
| 24 | Romania (bandiera) | C     | Vlad Pop           |
| 25 | Romania (bandiera) | D     | Ionuț Balaur       |
| 27 | Brasile (bandiera) | D     | Guilherme Garutti  |
| 30 | Romania (bandiera) | D     | Daniel Șerbănică   |
| 31 | Romania (bandiera) | C     | Nicolae Carnat     |
| 68 | Romania (bandiera) | P     | Valentin Sima      |
| 80 | Romania (bandiera) | C     | Andrei Militaru    |
| 90 | Romania (bandiera) | A     | Bogdan Rusu        |
|    | Romania (bandiera) | P     | Bogdan Preda       |

### Rosa 2021-2022
Aggiornata al 4 marzo 2022.
| N. |                    | Ruolo | Calciatore         |
| -- | ------------------ | ----- | ------------------ |
| 1  | Romania (bandiera) | P     | Valentin Sima      |
| 2  | Romania (bandiera) | C     | Vlad Mitrea        |
| 3  | Romania (bandiera) | D     | Răzvan Trif        |
| 4  | Romania (bandiera) | C     | Mihai Lixandru     |
| 5  | Polonia (bandiera) | C     | Adrian Cierpka     |
| 6  | Romania (bandiera) | D     | Ionuț Burnea       |
| 7  | Romania (bandiera) | C     | Daniel Toma        |
| 8  | Romania (bandiera) | C     | Szilárd Vereș      |
| 9  | Romania (bandiera) | A     | Albert Voinea      |
| 10 | Romania (bandiera) | C     | Valentin Coșereanu |
| 11 | Romania (bandiera) | C     | Lucian Dumitriu    |
| 12 | Romania (bandiera) | P     | Bogdan Preda       |
| 14 | Romania (bandiera) | D     | Alexandru Iacob    |
| 15 | Romania (bandiera) | D     | Adrian Scarlatache |
| 16 | Romania (bandiera) | C     | Ionuț Rădescu      |
| 19 | Romania (bandiera) | A     | Ștefan Blănaru     |

| N. |                     | Ruolo | Calciatore        |
| -- | ------------------- | ----- | ----------------- |
| 20 | Romania (bandiera)  | A     | Alexandru Buziuc  |
| 21 | Romania (bandiera)  | A     | Tiberiu Coman     |
| 22 | Romania (bandiera)  | P     | Iustin Popescu    |
| 23 | Romania (bandiera)  | C     | Andrei Panait     |
| 24 | Liberia (bandiera)  | C     | Moussa Sanoh      |
| 25 | Romania (bandiera)  | D     | Ionuț Balaur      |
| 26 | Romania (bandiera)  | D     | Dorinel Oancea    |
| 27 | Brasile (bandiera)  | D     | Guilherme Garutti |
| 28 | Romania (bandiera)  | C     | Alexandru Raicea  |
| 30 | Romania (bandiera)  | D     | Daniel Șerbănică  |
| 33 | Polonia (bandiera)  | A     | Paweł Tomczyk     |
| 68 | Romania (bandiera)  | P     | Răzvan Ducan      |
| 80 | Romania (bandiera)  | C     | Emanuel Dat       |
| 90 | Romania (bandiera)  | A     | Bogdan Rusu       |
|    | Giamaica (bandiera) | C     | Jason Wright      |

## Rosa 2017-2018
| N. |                    | Ruolo | Calciatore       |
| -- | ------------------ | ----- | ---------------- |
| 1  | Romania (bandiera) | P     | Valentin Sima    |
| 3  | Romania (bandiera) | D     | Andrei Tirica    |
| 4  | Romania (bandiera) | D     | Andrei Trascu    |
| 5  | Romania (bandiera) | D     | Alexandru Ichim  |
| 6  | Romania (bandiera) | C     | Ionut Mirzeanu   |
| 7  | Romania (bandiera) | D     | Bogdan Stoica    |
| 8  | Romania (bandiera) | C     | Ionut Stancu     |
| 9  | Romania (bandiera) | C     | Victor Mazilu    |
| 11 | Romania (bandiera) | A     | Claudiu Simion   |
| 12 | Romania (bandiera) | P     | Octavian Popescu |
| 13 | Romania (bandiera) | D     | Marian Miulescu  |
| 14 | Romania (bandiera) | C     | Andrei Panait    |

| N. |                    | Ruolo | Calciatore          |
| -- | ------------------ | ----- | ------------------- |
| 16 | Romania (bandiera) | A     | Lucian Răduță       |
| 17 | Romania (bandiera) | D     | George Zaharia      |
| 18 | Romania (bandiera) | C     | Ionut Biceanu       |
| 20 | Romania (bandiera) | D     | Robert Boboc        |
| 21 | Romania (bandiera) | D     | Marius Pasăre       |
| 23 | Romania (bandiera) | C     | Cosmin Năstăsie     |
| 24 | Romania (bandiera) | A     | Adrian Voiculeț     |
| 25 | Romania (bandiera) | A     | Adrian Neaga        |
| 26 | Romania (bandiera) | C     | Valentin Coșereanu  |
| 33 | Romania (bandiera) | D     | George Cotiga       |
| 80 | Romania (bandiera) | C     | Andrei Mărgăritescu |
| 81 | Romania (bandiera) | P     | Remus Dănălache     |

## Rose delle stagioni precedenti
- 2011-2012

## Palmarès

### Altri piazzamenti
- Coppa di Romania:

Semifinalista: 2007-2008
- Liga II:

Secondo posto: 2006-2007 (Serie II)
Terzo posto: 2009-2010 (Serie II), 2010-2011 (Serie II)